# خیابان یونیورسیتی (تورنتو)
خیابان یونیورسیتی (انگلیسی: University Avenue) یک خیابان اصلی شمال به جنوب در هسته شهر تورنتو، انتاریو، کانادا است. از خیابان فرانت (تورنتو) در جنوب شروع می‌شود، این شاهراه به سمت شمال می‌رود تا به خیابان کالج درست در جنوب پارک ملکه ختم شود.